# Конвой Рабаул — Палау (07.09.43 — 13.09.43)
Конвой Рабаул — Палау (07.09.43 — 13.09.43) — японський конвой часів Другої світової війни, проведення якого відбувалось у вересні 1943 року.
Конвой сформували в Рабаулі — розташованій на острові Нова Британія головній базі японців в архіпелазі Бісмарка, з якої вони провадили операції на Соломонових островах та сході Нової Гвінеї. Пунктом призначення при цьому був важливий транспортний хаб Палау в західній частині Каролінських островів.
До складу конвою увійшли транспорти «Умекава-Мару», «Хібі-Мару», «Шічісей-Мару», «Мацує-Мару» та «Кіне-Мару». Ескорт забезпечували мисливці за підводними човнами CH-17, CH-24 та CH-39.
7 вересня 1943 року судна вийшли з Рабаула та попрямували на північний захід. Хоча в цей період проти комунікацій архіпелагу Бісмарка на додачу до підводних човнів починала діяти авіація союзників, конвой зміг пройти без втрат та 13 вересня прибув до Палау.